# Brücken-Center Ansbach
Das Brücken-Center Ansbach ist ein Einkaufszentrum. Als Teil der nördlichen Ansbacher Innenstadt trägt es mit rund 85 Shops, Fachmärkten, Warenhäusern, Gastronomen, Praxen und Servicespezialisten zur überregionalen Funktion des Oberzentrums bei. Insgesamt stehen auf dem 78.000 m2 umfassenden Areal am Schnittpunkt Residenz-/Schöneckerstraße Mietflächen (inklusive Büro/Dienstleistung) von annähernd 49.000 m2 zur Verfügung.
Die Stadt Ansbach zählt etwa 40.000 Bürger, der umliegende Landkreis als größter in Bayern 178.000 Einwohner. Im Einzugsbereich des Einkaufszentrums leben insgesamt um die 300.000 Menschen. Die Kaufkraft Ansbachs bewegt sich bei 104,1 Punkten, die auf den Einzelhandel bezogene Zentralitätskennziffer bei 143,8.

## Geschichte
Das Grundstück war nach dem Zweiten Weltkrieg lange von der US-Army belegt und erst 1992 an das Land Bayern zurückgegeben worden. Zur Aufwertung der regionalen Infrastruktur etablierte der Freistaat im westlichen Teil des Geländes die Hochschule Ansbach (ab 1996), während im östlichen Bereich mit privaten Investitionsmitteln das Brücken-Center errichtet wurde. Dieser 1997 auf dem Gelände der ehemaligen Hindenburg-Kaserne eröffnete Komplex gilt als exemplarisches Konversionsprojekt. Das Center verbindet klassische Ladenstraßen und ein angrenzendes, überdachtes Freigelände mit weiteren Shops, Fachmärkten und Aufenthaltszonen.
In den Folgejahren entstanden im direkten Umfeld multifunktionale Immobilien für Büros, Ärzte, Physiotherapeuten, ein Mütterzentrum, eine Montessori-Schule und andere Dienstleistungen. In einem 2011/12 gebauten Fachmarkt konnten auch die Sortimente weiter aufgefächert werden (Sportartikel, Outdoor). 2014/15 folgten die Umgestaltung eines ehemaligen Baumarkts am Center in ein großes Modehaus (2700 m2) sowie Maßnahmen zur Erhöhung der Aufenthaltsqualität.

## Lage und Erreichbarkeit

Haupteingang im Osten des Brücken-Centers (2005)

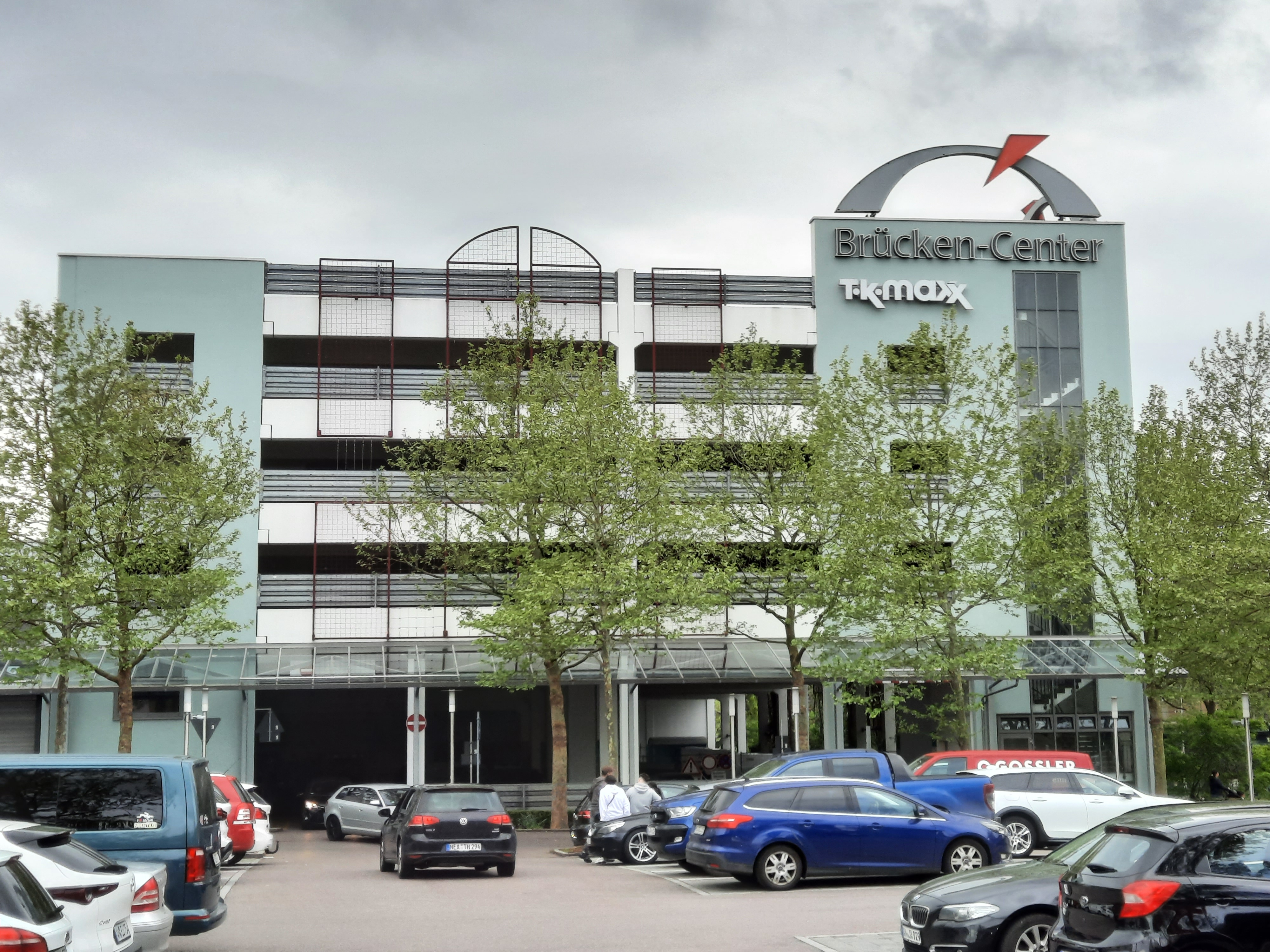
Nordseite des Brücken-Centers mit Parkhaus (2024)

Seinen Namen erhielt das Center, da es über eine eigens gebaute Fußgänger-Brücke, welche über die Bundesstraße 13/14 zu den historisch geprägten Plätzen der Altstadt führt, zwei zentrale Einkaufsziele in Ansbach verbindet. Zugleich steht der Begriff für den Innenraum in Form von Brückenbögen. Die architektonische Silhouette des Kernkomplexes zeichnete der Architekt Hanns Huber (Regensburg), während das internationale Büro Norman Foster (London) und die zur Immobiliengruppe des Investors zählende Gewerbeplan GmbH das Portal und die Mall gestalteten.
Durchschnittlich 18.000 Besucher pro Tag kommen überwiegend mit dem Pkw und öffentlichen Nahverkehrsmitteln. Das Haus an der täglich von 24.000 Fahrzeugen passierten Residenzstraße stellt 2000 Stellplätze auf Parkdecks unterhalb der Mall sowie dem Freigelände bereit und ist u. a. mit den Buslinien 752 (Halt Brücken-Center und Hochschule) sowie 756 (Halt Brücken-Center) erreichbar. Aufgrund der innerstädtischen Lage wurden auch mehr als 250 Abstellplätze für Fahrräder geschaffen.

## Kritik
Die Planungen für das erste große Einkaufszentrum in der Region wurden teils kritisch diskutiert. Einzelhändler in Ansbachs Altstadt befürchteten Umsatzeinbußen, da ein Shopping Center dieses Zuschnitts Kunden abziehen könne. Der bereits seit 1978 als „CityKauf“ bestehende Verein benannte sich 1999 in „PRO City Ansbach“ um und definierte sich als Interessenvertretung von Einzelhändlern der Altstadt. Diese wollten sich gemeinsam positionieren und die Attraktivität für die Konsumenten steigern. Allerdings fuhren einige Unternehmer zweigleisig und unterhielten sowohl im historischen Stadtkern als auch im Brücken-Center Filialen. Zudem bestätigten nach der erfolgreichen Premiere des Centers steigende bzw. nachhaltig stabilisierte Zentralitätswerte die allgemein wachsende Anziehungskraft der Einkaufsstadt. Der Verein „PRO City“ löste sich schließlich 2013 wieder auf.